# When Life Gives You Tangerines
《When Life Gives You Tangerines》 (títol en anglès: ), és una sèrie original sud-coreana de Netflix que s'estrenarà el 7 de març de 2025, amb quatre episodis nous cada setmana, per un total de 16 episodis. Està dirigida per Kim Won-seok, conegut per Signal i My Mister, i escrita per Im Sang-choon, guionista de Fight for My Way i When the Camellia Blooms. La direcció artística està a càrrec de Ryu Seong-hee, responsable de The Handmaiden i Decision to Leave. La història es desenvolupa al llarg de les quatre estacions i segueix la vida d'Ae-sun (interpretada per IU) i Gwan-sik (interpretat per Park Bo-gum), nascuts a l'illa de Jeju durant la dècada de 1950.

## Repartiment

### Personatges Principals
| Actor | Paper           | Introducció |
| --- | --------------- | --- |
| IU (Jove) | Wu Aichun       | La noia rebel és una persona plena de confiança i valentia; encara que no vagi a l'escola, somia amb convertir-se en poeta." |
| 文素利 (Mitjana edat) | Wu Aichun       | La noia rebel és una persona plena de confiança i valentia; encara que no vagi a l'escola, somia amb convertir-se en poeta." |
| <a href="https://zh.wikipedia.org/wiki/%E9%87%91%E6%B3%B0%E5%A6%8D_(2011%E5%B9%B4)" rel="mw:ExtLink" title="金泰妍 (2011年)" class="cx-link" data-linkid="142">金泰妍</a> (Infància) | Wu Aichun       | La noia rebel és una persona plena de confiança i valentia; encara que no vagi a l'escola, somia amb convertir-se en poeta." |
| Choi Yoo-won (Infància) | Wu Aichun       | La noia rebel és una persona plena de confiança i valentia; encara que no vagi a l'escola, somia amb convertir-se en poeta." |
| Yoon Seo-yeon (Joventut) | Wu Aichun       | La noia rebel és una persona plena de confiança i valentia; encara que no vagi a l'escola, somia amb convertir-se en poeta." |
| Park Bo Gum (Joventut) | Leung Kwun Chik | Callat com l'acer, és una persona diligent, treballadora i honesta.                                                          |
| Park Hae-jun (Mitjana edat) | Leung Kwun Chik | Callat com l'acer, és una persona diligent, treballadora i honesta.                                                          |
| Li Tianmao (Infància) | Leung Kwun Chik | Callat com l'acer, és una persona diligent, treballadora i honesta.                                                          |
| Ciutat de Wenyou (Infància) | Leung Kwun Chik | Callat com l'acer, és una persona diligent, treballadora i honesta.                                                          |

### Família Wu Aichun
| Actor                           | Paper         | Introducció |
| ------------------------------- | ------------- | --- |
| Lian Huilan                     | Quan Guangli  | La mare d'Ai Chun, una dona forta i apassionada, una "dona del mar", mostra la seva força per protegir els fills tant al mar com a terra, guanyant diners i mantenint la casa, sent el seu major suport.                                                                           |
| Luo Wenji                       | Jin Chunyu    | L'àvia de l'Aichun. |
| Zheng Haijun                    | Wu Hanwu      | L'oncle de l'Aishun. |
| Oh Yeon-jae                     | Hyun Yi-suk   | La tia de l'Aishun. |
| Oh Jung-se (Aparició especial)  | Lian Bingzhe  | El padrastre de l'Aishun. Després de la mort de Quang Li, ell es va preocupar que l'Aishun el deixés a ell i als nens petits. Mentrestant, no va complir amb la promesa que li havia fet, tot i que en les situacions de conflicte sempre va mostrar una faceta immadura. [Nota 1] |
| Yan Zhiyuan (Aparició especial) | Luo Minyu     | La madrastra de l'Aishun, esposa del Lian Bingzhe després del seu segon matrimoni. Tot i que al principi va tenir conflictes amb l'Aishun, després va començar a donar-li suport a través de la comprensió.[ Nota 2 ]                                                              |
| Choi Hye Seo (Infància)         | Lian Chunnan  | La germana de l'Aishun per part de mare i pare diferent. |
| Choi Ji Hyuk (Infància)         | Lian Chunfeng | El germà de l'Aishun per part de mare i pare diferent. |
| Kang Kyu-rim (Infància)         | Wu Zhongjiu   | El cosí de l'Aishun, fill de Wu Hanwu. |

### Família del Leung Kwun Chi
| Actor                           | Paper        | Introduciió |
| ------------------------------- | ------------ | --- |
| Kim Yong-rim                    | Parc Muchuan | L'àvia del Kuan Zhi. Es dedica a la feina de taoista i creu que l'ànima del Quan Guangli sempre és al costat de la filla, la qual cosa ha fet que l'Aishun i el Kuan Zhi no tinguin fills després de cinc anys de matrimoni. Per això, sempre li llança fesols rojos a l'Aishun. |
| 吳敏愛 ae ( coreà :)            | Kwon Gyu-ok  | La mare del Kuan Zhi. |
| 劉炳勳 hoon ( coreà :)          | Sam Po Leung | El pare del Kuan-Zhi. |
| Kim Se-ah/Kim Gyu-na (Infància) | Liang Qingyu | La germana petita del Kuan Zhi. |
| Xu Huiyuan (Joventut)           | Liang Qingyu | La germana petita del Kuan Zhi. |

### Personatges secundaris
| Actor                                 | Paper          | Introducció |
| ------------------------------------- | -------------- | --- |
| Un Tailin/Shin Chaelin (Infància)     | Liang Jinming  | La filla de l'Aishun i del Kuan Zhi, que és la primera en l'ordre de les tres germanes. |
| IU (Joventut)                         | Liang Jinming  | La filla de l'Aishun i del Kuan Zhi, que és la primera en l'ordre de les tres germanes. |
| Lee Chae-hyun/Lee Woo-seok (Infància) | Liang Yinming  | El fill de l'Aishun i del Kuan Zhi, el segon dels tres germans, i en comparació amb la seva germana, és un creador de problemes.                                                                                                  |
| Kang Yu Seok (Joventut)               | Liang Yinming  | El fill de l'Aishun i del Kuan Zhi, el segon dels tres germans, i en comparació amb la seva germana, és un creador de problemes.                                                                                                  |
| Shen Xiao (Infància)                  | Liang Tongming | El fill de l'Aishun i del Kuan Zhi, que ocupa la tercera posició entre els tres germans. |
| 車美京 kyung ( coreà :)               | Tadahide       | La cap del grup de noies del mar, de caràcter càlid, que veu l'Aishun com si fos el seu fill. |
| Baek Ji-won                           | Hong Kyung-ja  | La dona de mar, vigorosa i amb una personalitat directa, es preocupa per l'Aishun i l'Kuan Zhi més que ningú. |
| 李秀美 mi ( coreà :)                  | Choi Yang-im   | La dona del mar. |
| Choi Dae-hoon (Joventut)              | Fu Shangji     | El capità de la barca de pescadors del Dao Dong Li, amb qui va tenir dos fills amb la seva exdona. Va estar promès amb l'Aishun, però després que l'Aishun fugís del matrimoni, va quedar ressentit i sovint abusava del Kuan Zhi |
| Cai Shuan (                           | Parc Young-sol | La nova parella del marit de l'Shang Ji, que va patir violència domèstica per part del seu marit. |
| Zhang Huizhen (Mitja edat)            | Parc Young-sol | La nova parella del marit de l'Shang Ji, que va patir violència domèstica per part del seu marit. |

| Núm. | Títol                                        | Director    | Guió         | Data d'emissió | Durada        |
| ---- | -------------------------------------------- | ----------- | ------------ | -------------- | ------------- |
| 01   | Fil teixit en la joventut de primavera       | Jin Yu Qiao | Lin Qian Wei | 7 març 2025    | 57 min        |
| 02   | Coratge davant la innocència del primer amor | Jin Yu Qiao | Lin Qian Wei | 7 març 2025    | 54 min        |
| 03   | Ahir era la teva primavera                   | Jin Yu Qiao | Lin Qian Wei | 7 març 2025    | 63 min        |
| 04   | Lluminosa llum del sol d'estiu               | Jin Yu Qiao | Lin Qian Wei | 7 març 2025    | 59 min        |
| 05   | Tornant després d'una llarga nit             | Jin Yu Qiao | Lin Qian Wei | 14 març 2025   | 61 min        |
| 06   | La vida no s’atura                           | Jin Yu Qiao | Lin Qian Wei | 14 març 2025   | 57 min        |
| 07   | La tardor de la collita                      | Jin Yu Qiao | Lin Qian Wei | 14 març 2025   | 64 min        |
| 08   | La lluna brilla, però el cor és a l'ombra    | Jin Yu Qiao | Lin Qian Wei | 14 març 2025   | 63 min        |
| 09   | (Títol pendent)                              | Jin Yu Qiao | Lin Qian Wei | 21 març 2025   | Per confirmar |
| 10   | (Títol pendent)                              | Jin Yu Qiao | Lin Qian Wei | 21 març 2025   | Per confirmar |
| 11   | (Títol pendent)                              | Jin Yu Qiao | Lin Qian Wei | 21 març 2025   | Per confirmar |
| 12   | (Títol pendent)                              | Jin Yu Qiao | Lin Qian Wei | 21 març 2025   | Per confirmar |
| 13   | (Títol pendent)                              | Jin Yu Qiao | Lin Qian Wei | 28 març 2025   | Per confirmar |
| 14   | (Títol pendent)                              | Jin Yu Qiao | Lin Qian Wei | 28 març 2025   | Per confirmar |
| 15   | (Títol pendent)                              | Jin Yu Qiao | Lin Qian Wei | 28 març 2025   | Per confirmar |
| 16   | (Títol pendent)                              | Jin Yu Qiao | Lin Qian Wei | 28 març 2025   | Per confirmar |

### Aparicions especials
| Actor           | Rol              | introduir |
| --------------- | ---------------- | --------- |
| Kim Sun-ho      | Parc Chung-Byeon |           |
| Kim Sung-ryeong |                  |           |
| Jo Jae-yoon     |                  |           |

## Ressò
Segons les estadístiques de classificació de la plataforma OTT FlixPatrol, "Quan les dificultats passen, trobem l'amor" es va llançar a Netflix el 7 de març, i només un dia després, el 8 de març, va aconseguir la vuitena posició en el rànquing de programes de TV. Va ocupar el primer lloc a Corea del Sud, Hong Kong, Indonèsia i Singapur; va quedar en segon lloc a les Filipines i Taiwan, i es va situar entre els deu primers en 41 països. Només tres dies després de la seva estrena, va ascendir fins a la sisena posició en el rànquing de programes de TV, i va ocupar el primer lloc en dotze països, incloent Corea del Sud, Vietnam, Tailàndia, Singapur, Aràbia Saudita, Qatar, Filipines, Malàisia, entre altres. A la primera setmana de març (del 3 al 9 de març), va aconseguir 3,6 milions de visualitzacions, situant-se en la quarta posició dels programes de TV no en anglès. A la segona setmana de març (del 10 al 16 de març), va aconseguir 6 milions de visualitzacions i es va col·locar en la segona posició dels programes de TV no en anglès.

Segons les estadístiques de la companyia sud-coreana Good Data Corporation, la sèrie When Life Gives You Tangerines va ocupar el primer lloc en la categoria de sèries de televisió més populars en la primera setmana de març en el rànquing de TV-OTT. Els protagonistes, la IU i el Park Bo Gum, també es van classificar en els primers llocs de la categoria d'actors, ocupant la primera i la segona posició respectivament.
| Sèrie de televisió | Classificació | Share  |
| ------------------ | ------------- | ------ |
| 1a setmana de març | 1             | 34,06% |
| 2a setmana de març | 1             | 41,71% |
| 3a setmana de març |               | %      |
| 4a setmana de març |               | %      |
| 5a setmana de març |               | %      |

| Repartiment        | Classificació | Classificació |
| Repartiment        | IU            | Park Bo Gum   |
| ------------------ | ------------- | ------------- |
| 1a setmana de març | 1             | 2             |
| 2a setmana de març | 1             | 2             |
| 3a setmana de març |               |               |
| 4a setmana de març |               |               |
| 5a setmana de març |               |               |